# Baltasar Buira

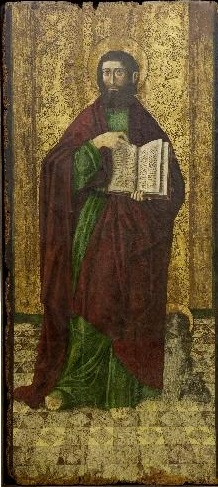
San Marcos, temple sobre tabla, 254 x 117,5 cm, Museo de Mallorca.

Baltasar Buira, (fl., 1536 - 1563) fue un pintor hispano flamenco natural de Valencia, documentado en Mallorca desde 1536 y hasta 1563, año de su muerte.
Hermano del escultor Miquel Buira, hay constancia documental de la contratación de varios retablos y piezas sueltas con destino a diversas iglesias de la isla, de los que únicamente se conservan dos tablas, con las figuras de San Mateo y San Nicolás, del retablo que contrató en 1536 con la cofradía de Santa María de Sinéu. Conservadas en el Museo de Mallorca, se demuestra en ellas como un rezagado pintor hispano flamenco, recortando sus monumentales figuras sobre fondos dorados. Su colaboración con maestros más evolucionados en el desaparecido retablo mayor de la parroquial de Santa Eulalia, en el que trabajaba en 1563, hace pensar que él también podría haber modernizado su estilo al avanzar el siglo.